# Catabasi
Con catabasi (pron. /kaˈtabazi/; dal greco κατάβασις “discesa”, da κατα- “giù” e βαίνω “andare”) si intende la discesa di una persona viva nell'Ade, motivo topico della letteratura. Il termine contrario è anabasi (dal greco ἀνάβασις, letteralmente «andare in salita»).
La prima catabasi descritta è la Discesa di Ištar negli Inferi nella religione mesopotamica.
In Occidente troviamo il primo esempio di catabasi nell'XI libro dell'Odissea, anche se di fatto Ulisse non entra nel regno dei morti, ma rimane sulla soglia.
Nella mitologia greca sono famose la discesa agli inferi di Eracle, durante la sua ultima fatica; quella di Orfeo per ritrovare la sua amata Euridice; quella di Teseo con l'amico Piritoo.
Questo topos è stato poi ripreso da Publio Virgilio Marone nell'Eneide (VI libro), in cui il protagonista Enea, entrato vivo negli inferi, incontra Didone e, nei Campi Elisi, suo padre Anchise, il quale gli mostra i suoi futuri discendenti, da Romolo ad Augusto. Ispirata all'Eneide, è il passo della necromanzia presente nel Bellum Civile o meglio conosciuto Pharsalia di Lucano, in cui il figlio di Pompeo, Sesto, viene informato delle sorti tragiche che attendono a Roma.
Ma l'opera più famosa in cui si può trovare la catabasi è la Commedia di Dante. Qui il poeta compie un viaggio nell'oltretomba accompagnato proprio da Virgilio che, allegoria della ragione umana, lo guida nell'Inferno e nel Purgatorio fino al Paradiso terrestre dove incontra Beatrice, allegoria della Teologia che penetra i misteri della Fede e che guida il poeta nei cieli del Paradiso. Ultima guida, nell'Empireo, il più alto dei cieli, è San Bernardo di Chiaravalle, allegoria dello stato contemplativo dell'anima. 
Nell'ambito della cultura medievale, vanno pure ricordate opere scritte nei monasteri d'Irlanda (La navigazione di San Brandano, la Visio Tnugdali, il Purgatorio di San Patrizio), nonché la visione di Drythelm, narrata da Beda il Venerabile nella sua Historia ecclesiastica gentis Anglorum e la Visio Thurkilli.
Anche il profeta Maometto compì un viaggio all'Inferno dopo essere stato in Paradiso, secondo i Libri della Scala, testi escatologici islamici scritti nel Medioevo.
La Discesa di Cristo agli inferi è un altro esempio di catabasi. Essa è narrata in testi biblici, nei Vangeli apocrifi (ad esempio il Vangelo di Nicodemo) ed è citata nel Credo o Simbolo degli apostoli.